# Indis federats de la ranxeria Graton
Els Indis federats de la ranxeria Graton, antigament coneguts com a Miwoks de la Costa Federats, és una tribu reconeguda federalment d'amerindis miwoks de la costa i pomo meridionals. A la tribu li va ser restaurat oficialment el reconeixement federal pel govern dels EUA de conformitat amb la Llei de Restauració de la Ranxeria Graton, Pub. L. No. 106-568, títol XIV (114 Stat. 2939), 25 U.S.C. § 1300n et. seq. (2000).

## Història antiga
Abans del contacte amb els europeus, els residents del comtat de Marin i del Comtat de Sonoma eren bandes de nadius californians que pertanyien a dos grups lingüístics i culturals: miwok de la costa i pomo del sud .
Ocupat en diverses ocasions durant més de trenta segles, més de 600 llocs del poble s'han identificat en el territori dels miwoks de la costa, que s'estén a partir de la badia de Bodega cap al nord, més enllà de les ciutats de Cotati i Sonoma a l'est, i al llarg de la Point Reyes National Seashore i les ribes de la badia de Tomales. El relat més antic dels europeus sobre els miwok a la costa de Marin i Point Reyes data de 1579, com es documenta en un diari del pare Fletcher qui estava a bord de la nau de Sir Francis Drake. Durant el període de les missions de 1779-1823, la Missió de San Francisco de Assís (també anomenada "Missió Dolores"), Missió de San Rafael Arcángel i la Missió de San Francisco Solano utilitzaren als indis, inclosos els miwok de la costa i els pomo, com a font important de treball.
Les terres territorials dels pomo meridionals estan al comtat de Sonoma, al sud del riu Russian al sud de Santa Rosa. Els pomo meridionals van ser els primers habitants del que avui és la ciutat de Sebastopol, amb diversos pobles tradicionals dels pomo meridionals més petits situats al sud-est de Sebastopol al llarg de la Laguna de Santa Rosa. L'antropòleg californià Alfred L. Kroeber va declarar:
Batiklechawi, a Sebastopol a la capçalera del pantà conegut com Laguna de Santa Rosa, era una ciutat important, i per tant, presumiblement, la seu d'una divisió [dels pomo meridional]. Un altre grup pot inferir temptativament com ha ocupat la major part de les ribes de la llacuna.

## Història recent
La majoria dels miwoks de la costa continuaren vivint a les seves terres tradicionals durant el segle xx. Treballaven a les serradores, com a treballadors agrícoles, i pescaven per complementar els seus ingressos.
La ranxeria Graton és una ranxeria de 15 acres (61.000 m²) vora Sebastopol al comtat de Sonoma. La ranxeria fou establerta per als miwok de la costa, pomo meridional i altres indis de la regió. En 1920, quan els amerindis començaren a establir-s'hi, descobriren que només tres acres eren habitables.
El govern dels EUA va posar fi al contracte de fideïcomís (reconeixement federal) de la Ranxeria Graton el 1958. Gloria Armstrong (miwok) posseïa un acre de la terra de l'antiga ranxeria.
El 1992 la tribu va iniciar el procediment per recuperar el reconeixement federal. El reconeixement es va recuperar el 27 de desembre de 2000 quan la Llei de Restauració de Ranchería Graton va passar al Congrés dels EUA.
El 18 d'abril de 2008, la tribu adquirí 254 acres (1,03 km²) de terra.
Des de 2007, els Indis federats de la ranxeria Graton han col·laborat amb Occidental Arts and Ecology a Occidental (Califòrnia) per crear tallers coneixement tradicional del medi ambient en agricultura ecològica, plantes medicinals, restauració de plantes nadiues, i etnobotànica.

## Govern
La tribu té aproximadament 1.200 membres (1.202 l'1 d'abril de 2010) i té les oficines de govern al municipi de Rohnert Park. Els programes i serveis governamentals inclouen preservació i protecció de llocs sagrats, habitatge de comunitats indígenes, educació indígena, arts culturals, serveis socials i salut tribal.
Els indis federats de la ranxeria de Graton es regeixen per un Consell Tribal de set membres que són elegits per a un mandat de dos anys pels membres adults de la tribu. L'actual cap tribal és Greg Sarris.